# خرک

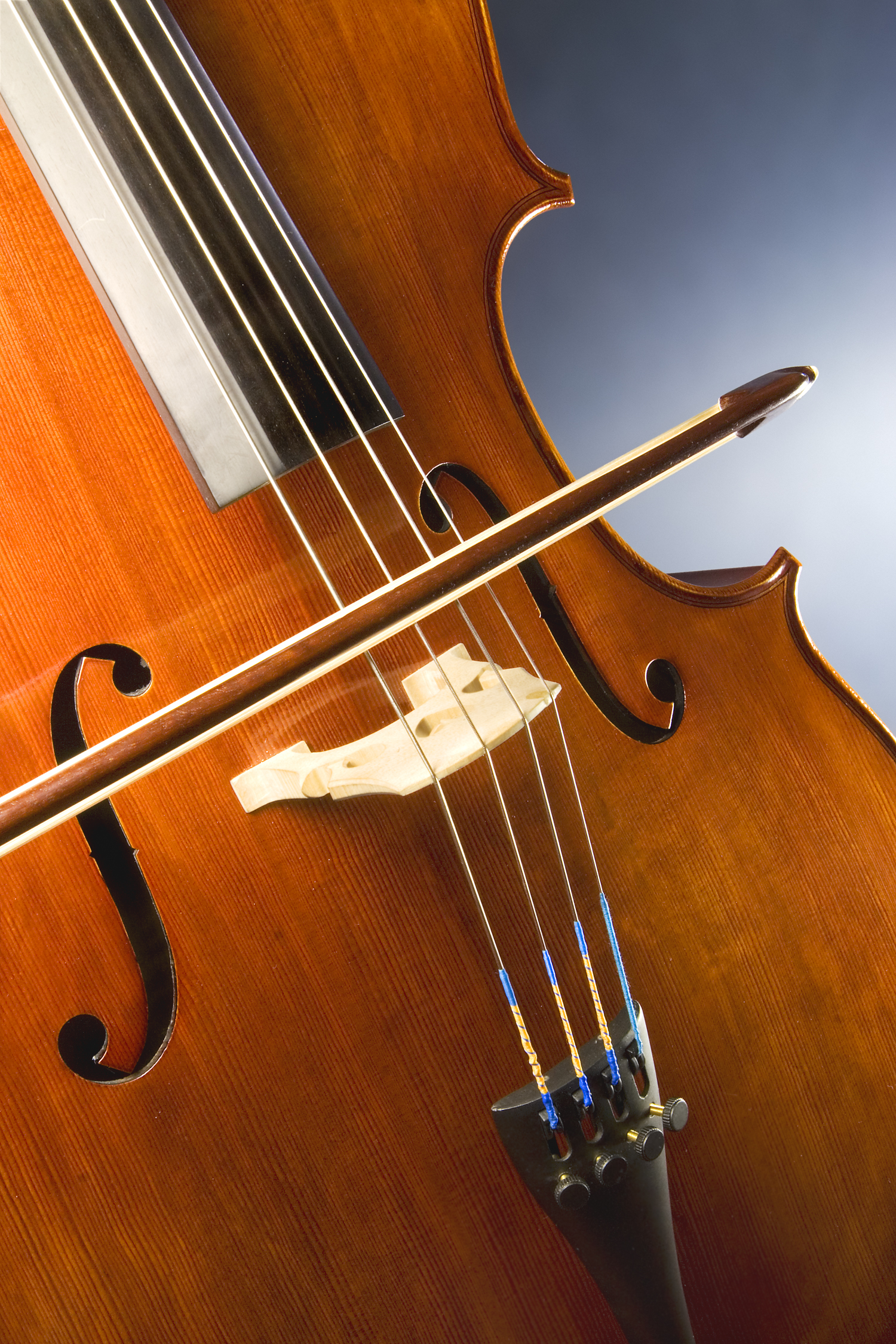
در ویولنسل، سیم‌ها در انتها به سیم‌گیر متصل هستند و توسط خرک ساز بالا نگه داشته می‌شوند.

خرک یک قطعه در برخی سازهای موسیقی است که سیم‌های ساز را بالا نگه می‌دارد. خرک در سازهای زهی متداول است.

## ریشهٔ نام

تصویری از دو عدد خرک ساز سه‌تار که یکی به پلهو خوابانده شده است

واژهٔ «خرک» از ترکیب واژهٔ خر و پسوند تصغیر «ک» تشکیل شده است. با این حال، تناسب آن با «خر» مشخص نیست. احتمال دارد که چون سیم‌های ساز بر پشت آن قرار گرفته‌اند و تا حدی شبیه باربری است، به آن خرک گفته‌اند.

## مشخصات و کارکرد
جنس خرک معمولاً از چوب یا استخوان است. با این حال گاهی از مواد دیگر، نظیر سُم حیوان نیز برای ساختن خرک استفاده می‌شود. خرک در تنظیم فاصلهٔ سیم‌ها از بدنه و دستهٔ ساز نقش دارد، و به توازن شدت کشیدگی سیم‌های مختلف ساز کمک می‌کند. خرک همچنین در کیفیت صدای ساز تأثیر مستقیم دارد، چنان‌که تغییر خرک به تنهایی می‌تواند کیفیت صدای ساز را به‌طور قابل توجهی تغییر دهد.
در سازهایی که چند سیم موازی دارند (مثل تار و سه‌تار و گیتار)، معمولاً فقط یک خرک وجود دارد، و این خرک در زاویه‌ای عمود بر جهت سیم‌های ساز قرار می‌گیرد و موقعیتش ثابت است. اما این قاعده استثناهایی هم دارد؛ مثلاً در ساز کمانچه، خرک به نسبت سیم‌ها کج (غیر عمود) قرار داده می‌شود. همچنین، در ساز سنتور بیش از یک خرک استفاده می‌شود (اغلب بین ۹ تا ۱۲ خرک) و کوک ساز با جابه‌جا کردن خرک‌ها تغییر داده می‌شود.